# Арпашу де Жос (Сибињ)
Арпашу де Жос (рум. Arpaşu de Jos) насеље је у Румунији у округу Сибињ у општини Арпашу де Жос. Oпштина се налази на надморској висини од 405 m.

## Историја
Према државном шематизму православног клира Угарске 1846. године ту живи 193 породице, уз које иде још филијарних 70. Месни свештеници су тада: поп Абсолон Нан, поп Никола Поповић и поп Матеј Банц.

## Становништво
Према подацима из 2002. године у насељу је живело 2803 становника.

### Попис2002.
| Расподела становништва по националности 2002.‍ | Расподела становништва по националности 2002.‍ | Расподела становништва по националности 2002.‍ | Расподела становништва по националности 2002.‍ | Расподела становништва по националности 2002.‍ |
| --------------------------------------------- | --------------------------------------------- | --------------------------------------------- | --------------------------------------------- | --------------------------------------------- |
|                                               |                                               |                                               |                                               |                                               |
| Румуни                                        | Румуни                                        |                                               | 2.681                                         | 95,7%                                         |
| Мађари                                        | Мађари                                        |                                               | 40                                            | 1,4%                                          |
| Роми                                          | Роми                                          |                                               | 80                                            | 2,9%                                          |

### Хронологија
| Година       | 1992 | 1993 | 1994 | 1995 | 1996 | 1997 | 1998 | 1999 | 2000 | 2001 | 2002 | 2003 | 2004 | 2005 | 2006 | 2007 | 2008 | 2009 | 2010 | 2011 | 2012 | 2013 | 2014 | 2015 | 2016 | 2017 |
| ------------ | ---- | ---- | ---- | ---- | ---- | ---- | ---- | ---- | ---- | ---- | ---- | ---- | ---- | ---- | ---- | ---- | ---- | ---- | ---- | ---- | ---- | ---- | ---- | ---- | ---- | ---- |
| Становништво | 2854 | 2815 | 2798 | 2774 | 2787 | 2772 | 2757 | 2725 | 2723 | 2724 | 2721 | 2701 | 2693 | 2720 | 2703 | 2700 | 2735 | 2766 | 2784 | 2822 | 2854 | 2860 | 2856 | 2839 | 2846 | 2831 |